# 22724 Byatt
22724 Byatt (tên chỉ định: 1998 SE59) là một tiểu hành tinh nằm ở rìa ngoài của vành đai chính. Nó được khám phá thông qua Chương trình nghiên cứu đối tượng gần Trái Đất của đài thiên văn Lowell ở Anderson Mesa Station ở Coconino County, Arizona, ngày 17 tháng 9 năm 1998. Nó được đặt theo tên A. S. Byatt, an English novelist và poet.